# Hachoir berceuse
 (signalé en mai 2025).
Si vous disposez d'ouvrages ou d'articles de référence ou si vous connaissez des sites web de qualité traitant du thème abordé ici, merci de compléter l'article en donnant les références utiles à sa vérifiabilité et en les liant à la section « Notes et références ».
- Archive Wikiwix
- Bing
- Cairn
- DuckDuckGo
- E. Universalis
- Gallica
- Google
- G. Books
- G. News
- G. Scholar
- Persée
- Qwant
- (zh) Baidu
- (ru) Yandex
- (wd) trouver des œuvres sur Wikidata

Un hachoir berceuse (anglais : mezzaluna) est un couteau composé d'une ou plusieurs lames incurvées avec un manche à chaque extrémité, que l'on balance d'avant en arrière pour hacher les ingrédients qui se trouvent en dessous à chaque mouvement. Le plus souvent, il n'y a qu'une seule lame, mais on en voit parfois deux ou trois.

## Utilisation
Il est généralement utilisé pour hacher des herbes ou de l'ail, mais il peut être utilisé pour hacher d'autres choses comme du fromage ou de la viande. De très grandes versions à une seule lame sont parfois utilisées pour la pizza. Les utilisations courantes en Italie comprennent la préparation d'un soffritto ou d'un pesto, etc.

## Galerie

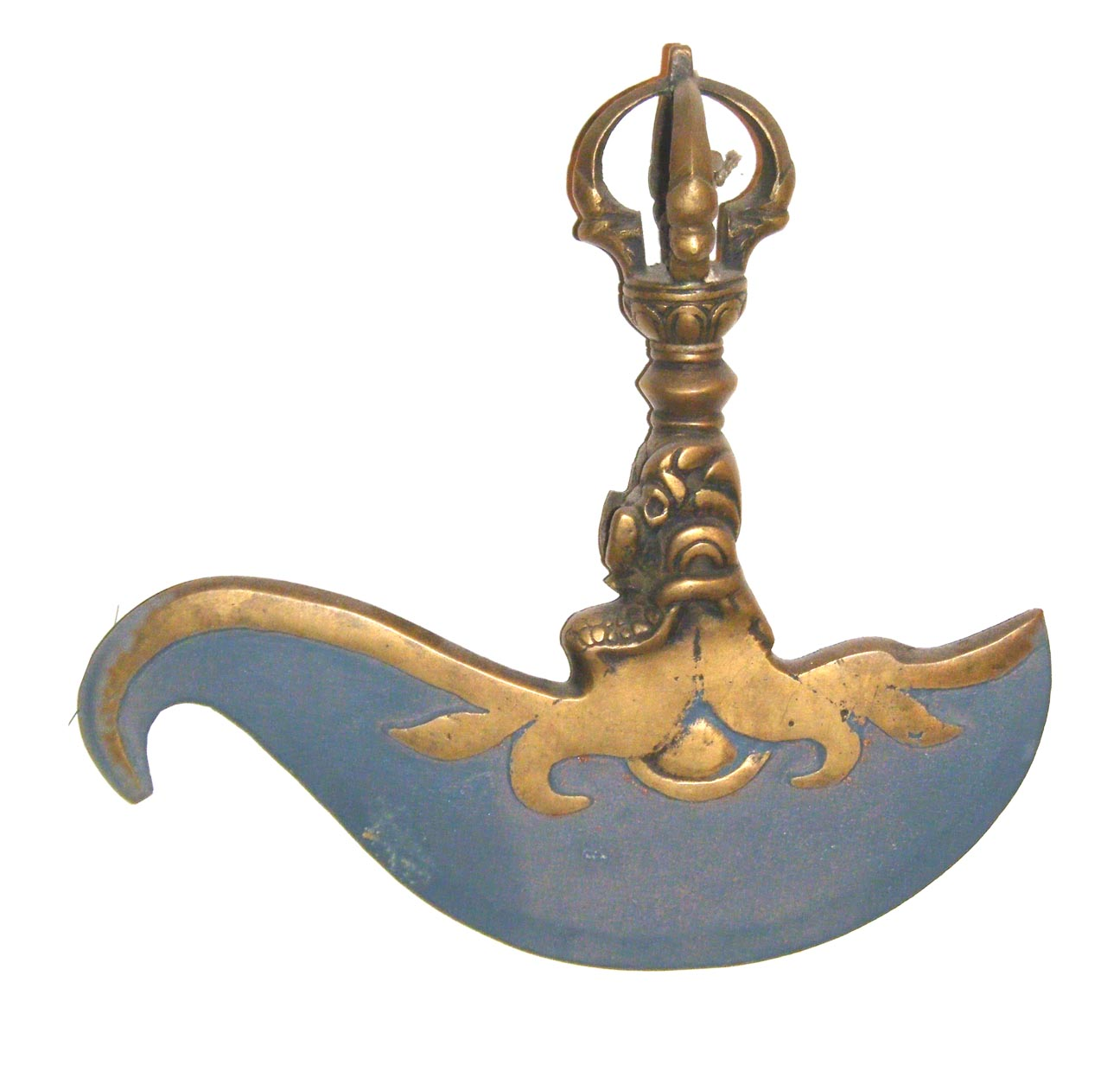
Hachoir berceuse indien une main à une lame
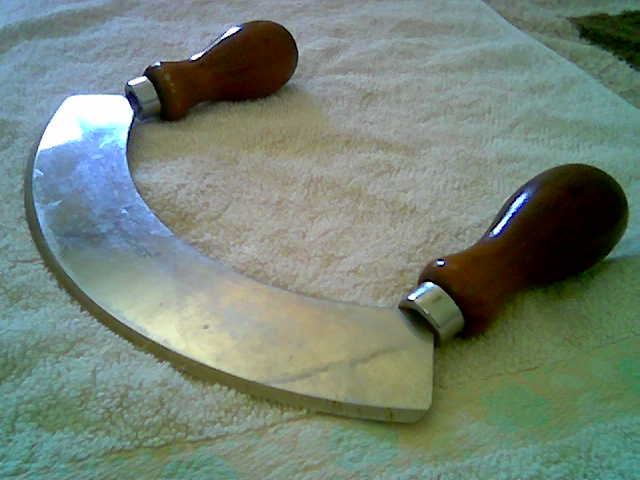
Hachoir berceuse deux mains à une lame
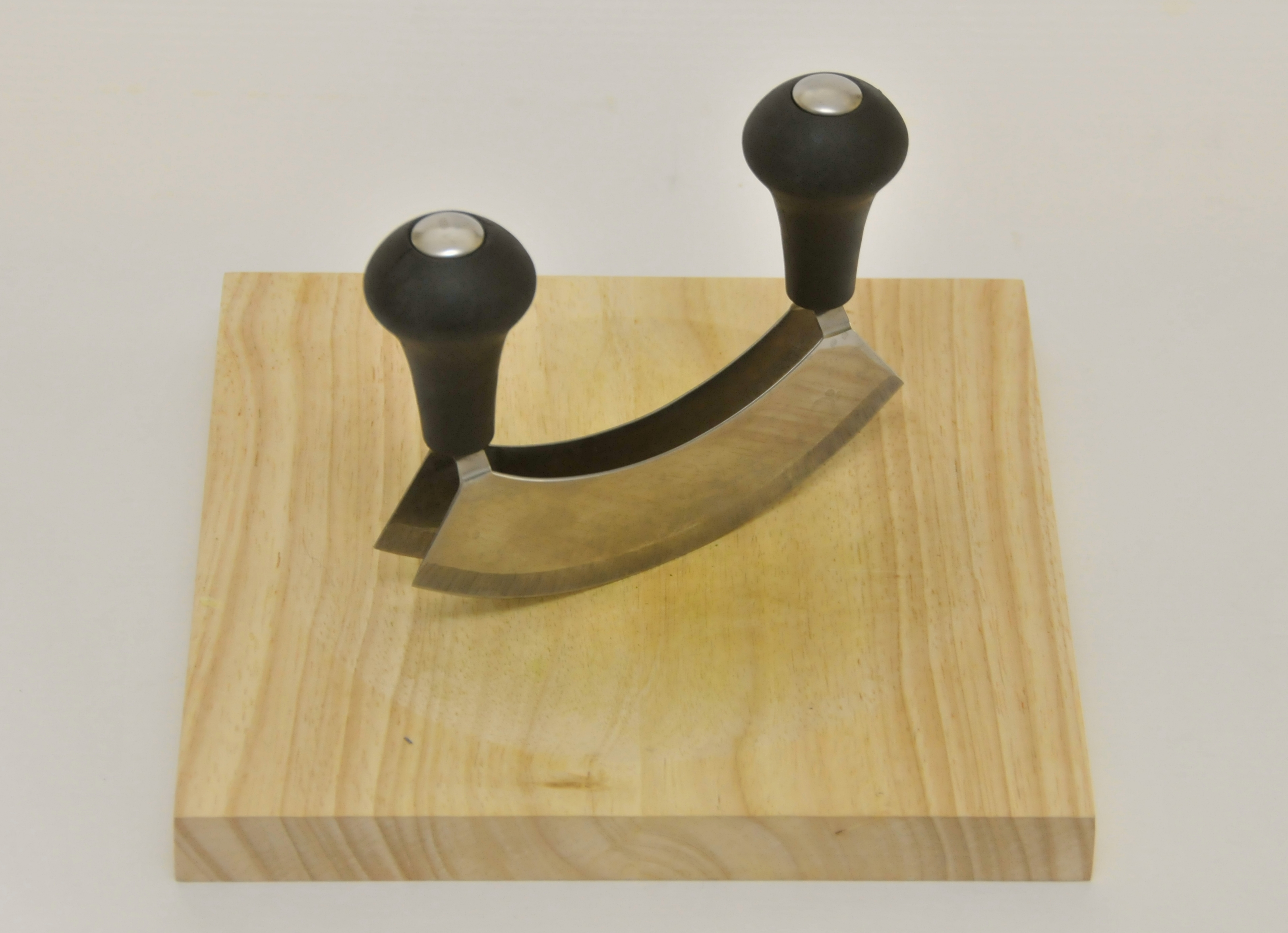
Hachoir berceuse deux mains à deux lames
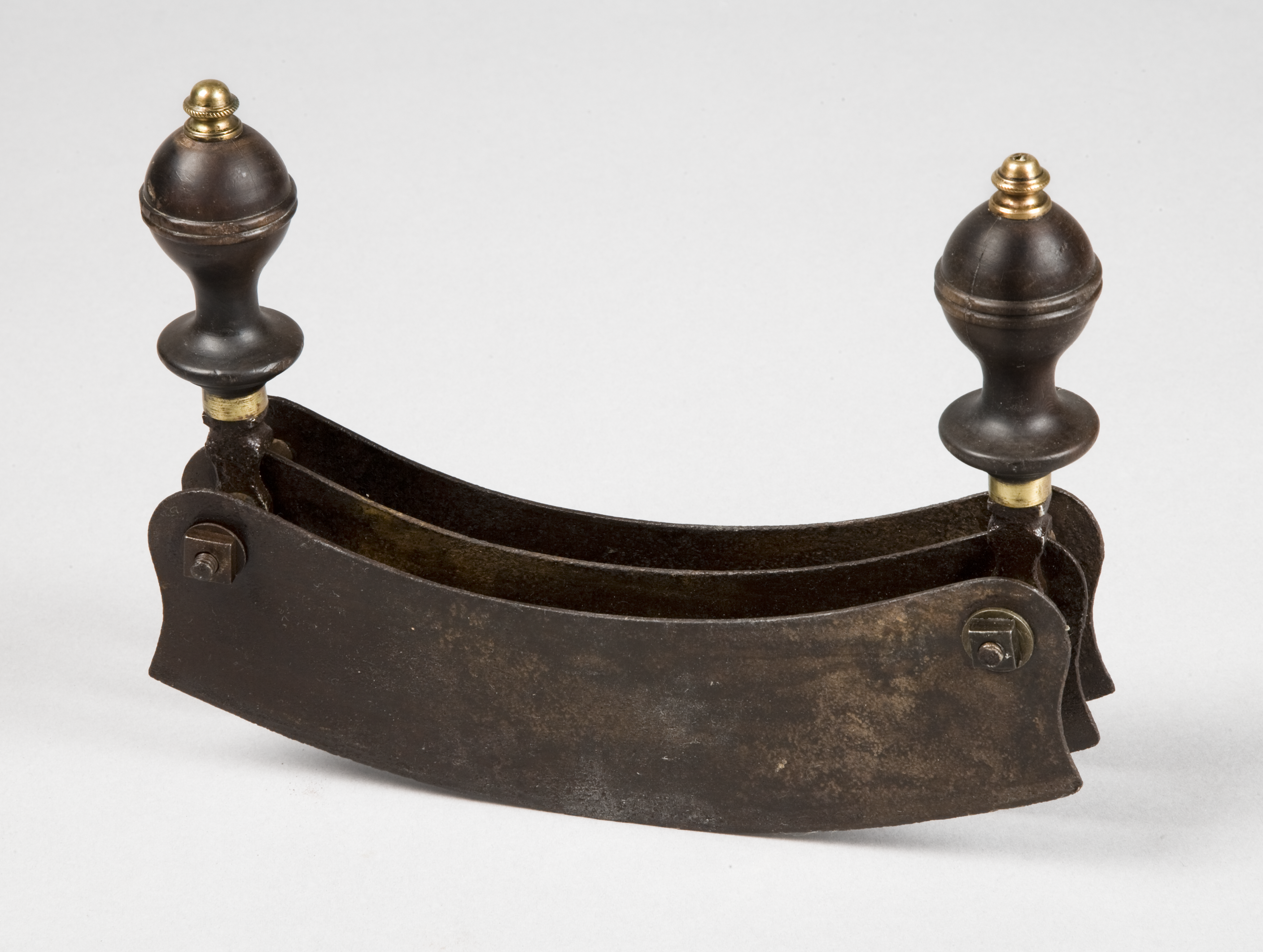
Hachoir berceuse deux mains à trois lames avec boutons en bois fixés avec des vis en laiton, fin du XIXe siècle